# Primula matthioli
Primula matthioli — вид квіткових рослин родини первоцвітових (Primulaceae).

## Біоморфологічна характеристика
Це багаторічна рослина з повзучим кореневищем, 20–40 см заввишки, листки в приземній розетці, на ніжках, округлі в обрисі, пальчасто-лопатеві. Пряме стебло має кільце з 5–20 квіток. Віночок дзвоникоподібний, червоний. Плід — коробочка.

## Поширення
Росте у Євразії від Іспанії до Японії.
В Україні вид росте на скелях, у чагарниках у субальпійському поясі — у Карпатах, зрідка (хр. Чорногора); Чернівецька обл. (гора Томнатик). У ЧКУ має статус «зникаючий».